# Ярославський Омелян Михайлович
Ярославський Омелян Михайлович (партійний і літературний псевдонім, насправді Губельман Міней Ізраїльович, 19 лютого (3 березня) 1878, Чита — 4 грудня 1943, Москва) — більшовик, професійний революціонер, радянський державний і компартійний діяч, пропагандист, історик, публіцист, академік АН СРСР (з 1939 року), член партії РСДРП з 1898 року. Кандидат у члени ЦК РКП(б) (1919—1921). Член ЦК РКП(б) (1921—1923). Секретар і член Організаційного бюро ЦК РКП(б) з 16 березня по 8 серпня 1921 року. Член Центральної контрольної комісії ВКП(б) та Президії ЦКК ВКП(б) (1923—1934). Член Комісії партійного контролю та Бюро КПК при ЦК ВКП(б) (1934—1939). Член ЦК ВКП(б) (1939—1943). Член ЦВК СРСР. Депутат Верховної Ради СРСР 1-го скликання.

## Життєпис
Народився в родині засланих поселенців єврейського походження. Отримав нижчу освіту і з 1888 по 1890 рік був учнем палітурної майстерні в Читі. З 1891 по 1894 рік працював хлопчиком в аптекарському магазині Чити.
У 1892 році закінчив у Читі міське 3-класне училище. По закінченні його склав екстерном іспит за чотири класи гімназії.
У 1894—1895 роках — хлопчик у бакалійному магазині в Читі. У 1895—1898 роках — учень в аптеці в Читі та Нерчинську Тобольської губернії. У 1898—1900 роках — фармацевт аптеки в Читі.
У революційному русі (член РСДРП(б)) з 1898 року.
У 1900—1902 роках — рядовий 18-го Сибірського стрілецького полку російської армії.
У 1902—1903 роках — чорнороб, кресляр, репетитор в Читі.
У 1903—1907 роках — член партійного комітету, пропагандист, агітатор на підпільній роботі, літератор газети «Казарма» в Санкт-Петербурзі, Одесі, Тулі, Ярославлі, Москві та Катеринославі.
У 1907—1917 роках перебував у в'язницях Санкт-Петербурга та Москви, працював репетитором, завідувачем метеостанції, був на засланні в селі Горний Зерентуй Нерчинсько-Заводського повіту Забайкальської області. З травня 1917 року — голова Якутської ради.
Під час Жовтневого перевороту 1917 року — член Московського військово-революційного комітету, перший військовий комісар Кремля. У 1918—1919 роках — уповноважений ЦК РКП(б) з проведення мобілізації в РСЧА, помічник військового комісара Московського військового округу.
З 25 жовтня 1919 по березень 1920 року — голова Пермського губернського комітету РКП(б).
У 1920—1921 роках — член Сибірського бюро ЦК РКП(б), редактор газети «Советская Сибирь».
З 16 березня по 8 серпня 1921 року — секретар ЦК РКП(б).
У 1921—1923 роках — член Сибірського бюро ЦК РКП(б).
18 січня 1923 року рішенням Політбюро очолив Антирелігійну комісію, і залишався її незмінним головою до кінця існування комісії (1929 року).
У 1923—1927 роках — член секретаріату Центральної Контрольної Комісії РКП(б). У 1924—1934 роках — секретар партійної колегії Центральної Контрольної Комісії ВКП(б) та член колегії Народного комісаріату робітничо-селянської інспекції СРСР. У 1934—1939 роках — секретар партійної колегії Комісії партійного контролю при ЦК ВКП(б).
У 1939—1943 роках — завідувач кафедри історії ВКП(б) Вищої партійної школи при ЦК ВКП(б), член редакційної колегії та завідувач відділу культури, літератури та мистецтва газети «Правда», член редакційної колегії журналу «Більшовик», керівник лекторської групи Управління пропаганди і агітації ЦК ВКП(б). У 1941—1943 роках — член Ради військово-політичної пропаганди при Головному політичному управління РСЧА
Був головою товариства старих більшовиків, головою Ради войовничих безбожників, редактором «Исторического журнала». Автор першої повної наукової біографії В. І. Леніна, праць і підручників з історії КПРС та атеїзму. На VIII і IX з'їздах партії обирався кандидатом у члени ЦК, на X, XI та XVIII — членом ЦК, на XII—XVI — членом ЦКК ВКП(б), на XVII — членом КПК при ЦК ВКП(6). Похований на Красній площі біля Кремлівської стіни.

## Нагороди
- орден Леніна (17.02.1938)
- Сталінська премія І ст.(1943) — за колективний наукову працю «Історія громадянської війни», том 2 (1942).